# Camavos

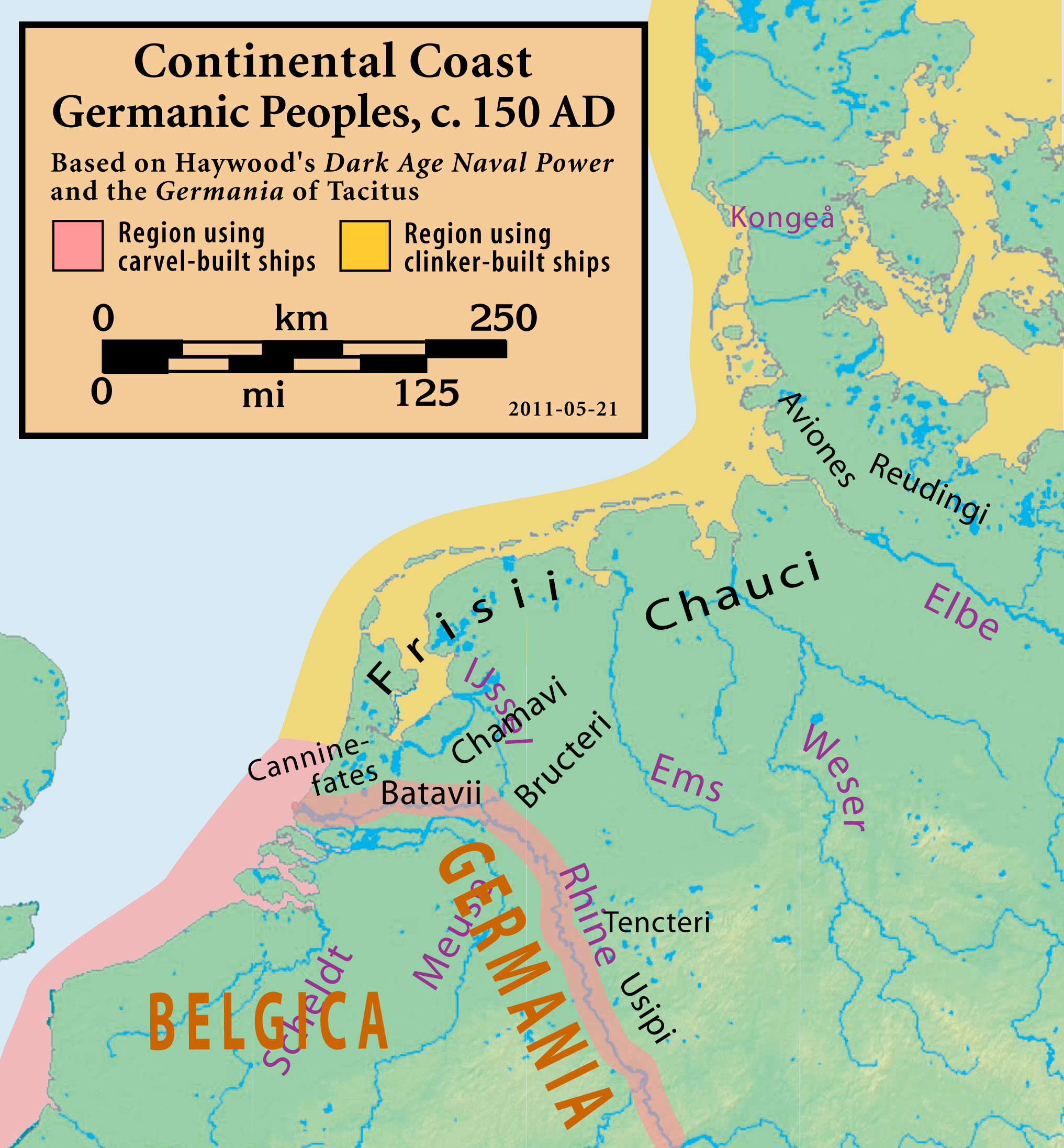
Pueblos germánicos alrededor del Limes.

Los camavos (latín: chamavi; griego: οἱ Καμαυοί) eran un pueblo germánico de la época imperial romana que vivía al norte de la frontera romana (Limes), en la región del delta del río Rin, en lo que hoy son los Países Bajos, y que probablemente se extendía hasta la actual Alemania.
En los registros romanos de los siglos III y IV, cuando las tribus de esta región empezaron a clasificarse como francos o sajones, los camavos figuraban en distintos momentos como ambos, aunque, a veces, se distinguían de ellos. En el siglo III a. C., los camavos y los frisones, al parecer ambos considerados pueblos francos, se asentaron en el delta del Rin durante un periodo en el que el Imperio perdió el control de la región. Tras ser derrotados y expulsados, en el siglo IV a. C. se menciona de nuevo su entrada en la zona, pero esta vez descritos como un pueblo sajón. Tras ser derrotados de nuevo, se vieron obligados a suministrar soldados, como tropas auxiliares, al ejército romano.
Son identificados en la Tabula Peutingeriana como francos (Chamavi qui et Pranci en la esquina superior izquierda de la Tabula).

## Etimología
La etimología de su nombre latino, chamavi es incierta, pero en general se cree que procede de una lengua germánica. Su construcción es similar a la de los pueblos vecinos, los bátavos y los frisiavi (frisiavonos).
El Reallexikon der Germanischen Altertumskunde enumera tres propuestas especulativas para una etimología germánica:
- El nombre tribal puede proceder del verbo germánico reconstruido como *hammjan ("presionar, obstaculizar, encerrar"). El significado podría ser algo así como "inmóvil, impotente", tal vez originado como apodo.
- Se ha propuesto que la palabra podría estar relacionada con el inglés antiguo hamm, que posiblemente procede del mismo verbo y significaba "terreno cerrado". Los camavos serían entonces "los que viven en terrenos cerrados".
- El nombre tribal podría estar relacionado con el alemán moderno Hemd, holandés hemd, ambos con el significado de "camisa", reconstruido en protogermánico occidental como *hamiþi. En este caso, el nombre podría referirse a prendas de guerra.

Se ha reconstruido un nombre germánico como *Hamawiz a partir del nombre de los Matrones Hamavehae, de los que se encontraron pruebas entre Jülich y Aquisgrán.
Su nombre probablemente pervive en la región llamada Hamaland, que se encuentra en la provincia holandesa de Gelderland, cerca de la actual Deventer, entre los ríos IJssel y Ems. En Francia, una zona donde se asentaron los romanos, también siguieron llevando su nombre en la Edad Media.

## Historia
En un principio, parece que se asentaron al norte del río Lippe, en la zona de la orilla derecha del Rin, pero su sede ancestral parece haberse desplazado en el siglo I Según Tácito, en el siglo I a. C., su nueva zona de asentamiento fue en el Bajo Rin, donde antes se habían asentado los brúcteros, lindando con las tribus germánicas de los angrivarios y los dulgubnios.
Los camavos vuelven a aparecer en las fuentes de la Antigüedad tardía. Los emperadores romanos Constancio I y Constantino derrotaron a los camavos, que avanzaron hacia el oeste, adentrándose en territorio romano a mediados del siglo IV a. C.. Posteriormente, fueron derrotados por Juliano e hicieron las paces. Sin embargo, a finales de este siglo, las tribus francas volvieron a atacar a los romanos. El historiador Sulpicio Alejandro da cuenta de ello en una obra histórica hoy perdida, pero cuyas descripciones fueron comentadas por Gregorio de Tours en el siglo VI a. C.. Según esta obra, en 392 tuvo lugar una expedición punitiva romana bajo el mando de Arbogasto, que , aunque era franco, actuaba como magister militum romano. Los romanos devastaron el territorio camavo.
A principios de la Edad Media, su nombre perduró como Hamaland en la región de Deventer. Existió un gau franco llamado Hamaland, que se cree es un nombre derivado de los camavos. Estaba en una región similar a la de los camavos, entre los ríos IJssel y Rin, e incluía las modernas ciudades holandesas de Deventer, Doesburg, Zutphen y Elten.
En los siglos IX - XI, el condado de Hamaland, situado a ambas orillas del Rin y del IJssel, se extendía desde el sur de Emmerich hasta el norte de Deventer, con dos extensiones al este que incluían Lochem y Doetinchem. Presumiblemente, los límites de los obispados de Münster en Westfalia y Utrecht en los Países Bajos seguían la frontera del reino franco antes de las guerras de Sajonia (a partir del 772). Otra reoría estima que el nombre del condado deriva de los camavos, probablemente como consecuencia de su dispersión por el reino franco en el siglo VII a. C. .
Desde mediados del siglo XIX a. C. se conoce como Lex Francorum Chamavorum un registro jurídico de época carolingia relativo al derecho de una tribu franca. Está fechado en 802/803 y, siguiendo los modelos francos de las Leges ripuaria y Salica, incluye el derecho penal y sancionador para su introducción en la región de Hamaland. Sin embargo, el nombre de camavo no se menciona en el propio texto, que también se conoce como Ewa ad Amorem. Fue iniciado por Carlomagno.